# Pinanga tenella
Pinanga tenella là loài thực vật có hoa thuộc họ Arecaceae. Loài này được (H.Wendl.) Scheff. miêu tả khoa học đầu tiên năm 1871.